# La Vancelle
La Vancelle är en kommun i departementet Bas-Rhin i regionen Grand Est (tidigare regionen Alsace) i nordöstra Frankrike. Kommunen ligger i kantonen Sélestat som tillhör arrondissementet Sélestat-Erstein. År 2022 hade La Vancelle 403 invånare.

## Befolkningsutveckling
Antalet invånare i kommunen La Vancelle
| Referens: INSEE |